# William Accambray
William Accambray (* 8. April 1988 in Cannes) ist ein französischer Handballspieler. Er ist 1,94 Meter groß, wiegt 104 Kilogramm und wird meist auf der linken Rückraumposition eingesetzt.

## Karriere

### Verein
William Accambray begann das Handballspielen mit 6 Jahren beim ASPTT Grasse. Mit 14 Jahren wechselte er zum Verein Handball Mougins Mouans-Sartoux (HBMMS); ein Jahr später wechselte er zum Handballverein Mandelieu HB. Seine Profikarriere begann er beim HB Mougins Mouans-Sartoux Mandelieu in den französischen Seealpen und spielte dort in der Liga Nationale 2.
Nach einem Jahr wechselte er zum französischen Erstligisten Montpellier HB. In der ersten Saison mit Montpellier kam er nur zu acht Einsätzen, in denen er elf Tore warf. In der zweiten Saison hatte William Accambray 25 Einsätze und traf 44 Mal das Tor, davon einmal vom 7-Meter-Punkt. In der darauf folgenden Saison spielte er 20 Partien und traf 39 Mal; in der Saison 2008/09 warf er in 26 Spielen 74 Tore. Im nächsten Jahr traf er 118 mal das Tor. In der Saison 2010/11, in der er 139 Tore warf, wurde er zum besten Spieler der Division 1 gekürt. In der Saison 2011/12 verlängerte er seinen Vertrag in Montpellier HB bis 2016. Bislang warf William Accambray 474 Tore in 142 Spielen und erreicht damit einen Durchschnitt von 3,3 Toren pro Spiel. Mit Montpellier HB spielte er in den Spielzeiten 2005/2006 bis 2011/2012 in der EHF Champions League. Zur Saison 2014/15 wechselte Accambray gemeinsam mit seinem Teamkollegen Thierry Omeyer zu Paris Saint-Germain. Im Sommer 2017 schloss er sich dem ungarischen Spitzenverein KC Veszprém an. Am 5. Oktober 2018 wurde er bis zum Saisonende 2018/19 an dem slowenischen Verein RK Celje ausgeliehen. Anschließend wechselte er zum belarussischen Verein Brest GK Meschkow. Accambray lief ab der Saison 2020/21 für den französischen Erstligisten Pays d’Aix UC auf.
Accambray wechselte im Sommer 2023 zum französischen Verein Saran Loiret Handball.

### Nationalmannschaft
Für die französische Nationalmannschaft bestritt Accambray sein erstes Länderspiel am 19. März 2009 gegen die portugiesische Auswahl, in dem er Nikola Karabatić ersetzte. Bislang hat er in 105 Länderspielen 223 Tore geworfen.
Mit Frankreich gewann er die Silbermedaille bei den Mittelmeerspielen 2009. Er stand im Aufgebot für die Europameisterschaft 2010 in Österreich und wurde Europameister. Bei der Weltmeisterschaft 2011 in Schweden traf er 34 mal ins Tor. Sein erstes Tor der Weltmeisterschaft warf William Accambray im ersten Gruppenspiel gegen Tunesien in der 48 Minute zum 24:16. Im selben Spiel traf er noch weitere zwei Mal das Tor. Im zweiten Spiel gegen Ägypten spielte William nur acht Minuten und traf dabei nicht das Tor. Im 3. Spiel der Gruppenphase gegen Bahrain traf Accambray fünfmal das Tor, genau so wie im 4. Spiel gegen das deutsche Team. Im letzten Spiel der Gruppenphase gegen Spanien traf er nur in der 5. Minute zum 5:1. Im 1. Hauptrunden-Spiel traf William Accambray sechsmal das Tor gegen Ungarn, im nächsten Spiel gegen Norwegen traf er fünfmal und im letzten Spiel der Hauptrundengruppe 1 gegen Island warf er vier Tore. Im Halbfinale gegen die Auswahl von Schweden erzielte er drei Treffer. Im Finale traf Frankreich auf Dänemark; Accambray erzielte zwei Treffer und wurde mit den Franzosen Weltmeister.
Wegen einer Verletzung am Ellenbogen erhielt William Accambray nicht viel Spielzeit bei der Europameisterschaft 2012 in Serbien und traf dort 13 Mal, davon 10 im letzten Spiel gegen die isländische Auswahl. Im Sommer 2012 nahm er an den Olympischen Spielen in London teil, wo er die Goldmedaille gewann. Bei der Europameisterschaft 2014 wurde er Europameister. Ein Jahr später wurde er erneut Weltmeister und konnte den Titel 2017 verteidigen.

## Bilanz in der Ligue Nationale de Handball
| Saison    | Verein              | Spielklasse | Spiele | Tore | 7-Meter | Feldtore |
| --------- | ------------------- | ----------- | ------ | ---- | ------- | -------- |
| 2005/06   | Montpellier HB      | Division 1  | 08     | 011  | 0       | 011      |
| 2006/07   | Montpellier HB      | Division 1  | 025    | 044  | 01      | 043      |
| 2007/08   | Montpellier AHB     | Division 1  | 020    | 039  | 0       | 039      |
| 2008/09   | Montpellier AHB     | Division 1  | 026    | 074  | 0       | 074      |
| 2009/10   | Montpellier AHB     | Division 1  | 026    | 118  | 0       | 118      |
| 2010/11   | Montpellier AHB     | Division 1  | 024    | 139  | 06      | 133      |
| 2011/12   | Montpellier AHB     | Division 1  | 024    | 099  | 0       | 099      |
| 2012/13   | Montpellier AHB     | Division 1  | 0      | 0    | 0       | 0        |
| 2013/14   | Montpellier AHB     | Division 1  | 023    | 081  | 0       | 081      |
| 2014/15   | Paris Saint-Germain | Division 1  | 020    | 067  | 0       | 067      |
| 2005–2015 | gesamt              | Division 1  | 196    | 672  | 07      | 665      |

## Größte Erfolge

### Verein
- neunmal französischer Meister: 2006, 2008, 2009, 2010, 2011, 2012, 2015, 2016, 2017
- siebenmal französischer Pokalsieger: 2006, 2008, 2009, 2010, 2012, 2013, 2015
- fünfmal französischer Ligapokal: 2006, 2007, 2008, 2010, 2011
- einmal belarussischer Meister: 2020

### Nationalmannschaft
- Olympische Spiele 2012: 1. Platz (Olympiasieger)
- Weltmeister 2011, 2015 und 2017
- Europameister 2010 und 2014
- Silber bei den Mittelmeerspielen 2009
- 3. Platz bei der Junioren-Europameisterschaft

### Auszeichnungen
- Bester Spieler der Französischen-Handballliga 2010/2011

## Familie
Seine Eltern Jacques Accambray und Isabelle Accambray waren ebenfalls Leistungssportler. Sein Vater hatte sich auf die Disziplin Hammerwerfen spezialisiert und seine Mutter aufs Diskuswerfen. Sein jüngerer Bruder Michaël Accambray spielt Volleyball in Montpellier. Seine ältere Schwester Jennifer Accambray hat sich aufs Speerwerfen spezialisiert.